# Azurina hirundo
Azurina hirundo és una espècie de peix de la família dels pomacèntrids i de l'ordre dels perciformes que es troba a la Península de Baixa Califòrnia i a les Illes Revillagigedo.
Els mascles poden assolir els 14 cm de longitud total.